# Tyrma
Tyrma (rusky Тырма) je řeka v Chabarovském kraji v Rusku. Je dlouhá 334 km. Plocha povodí měří 15 100 km².

## Průběh toku
Pramení na horském hřbetu Malý Chingan. Ústí zleva do Bureji (povodí Amuru).

### Přítoky
- zprava - Gudžal, Sutyr
- zleva - Jaurin

## Vodní režim
Zdrojem vody jsou převážně dešťové srážky. Průměrný roční průtok vody ve vzdálenosti 12 km od ústí činí 195 m³/s. Zamrzá v listopadu a rozmrzá na konci dubna až v první polovině května.